# Cronulla
Cronulla (16 754 habitants) est une ville littorale en Nouvelle-Galles du Sud (Australie) située à 26 km au sud du Sydney central business district. Elle dépend du comté de Sutherland. Elle est localisée sur une péninsule avec Botany Bay au nord, Bate Bay à l'est, Port Hacking au sud et Gunnamatta Bay à l'ouest.
La ville est le théâtre d'affrontements ethniques en décembre 2005.

## Sport
Le club de rugby à XIII les Cronulla-Sutherland Sharks joue au Endeavour Field.

## Galerie

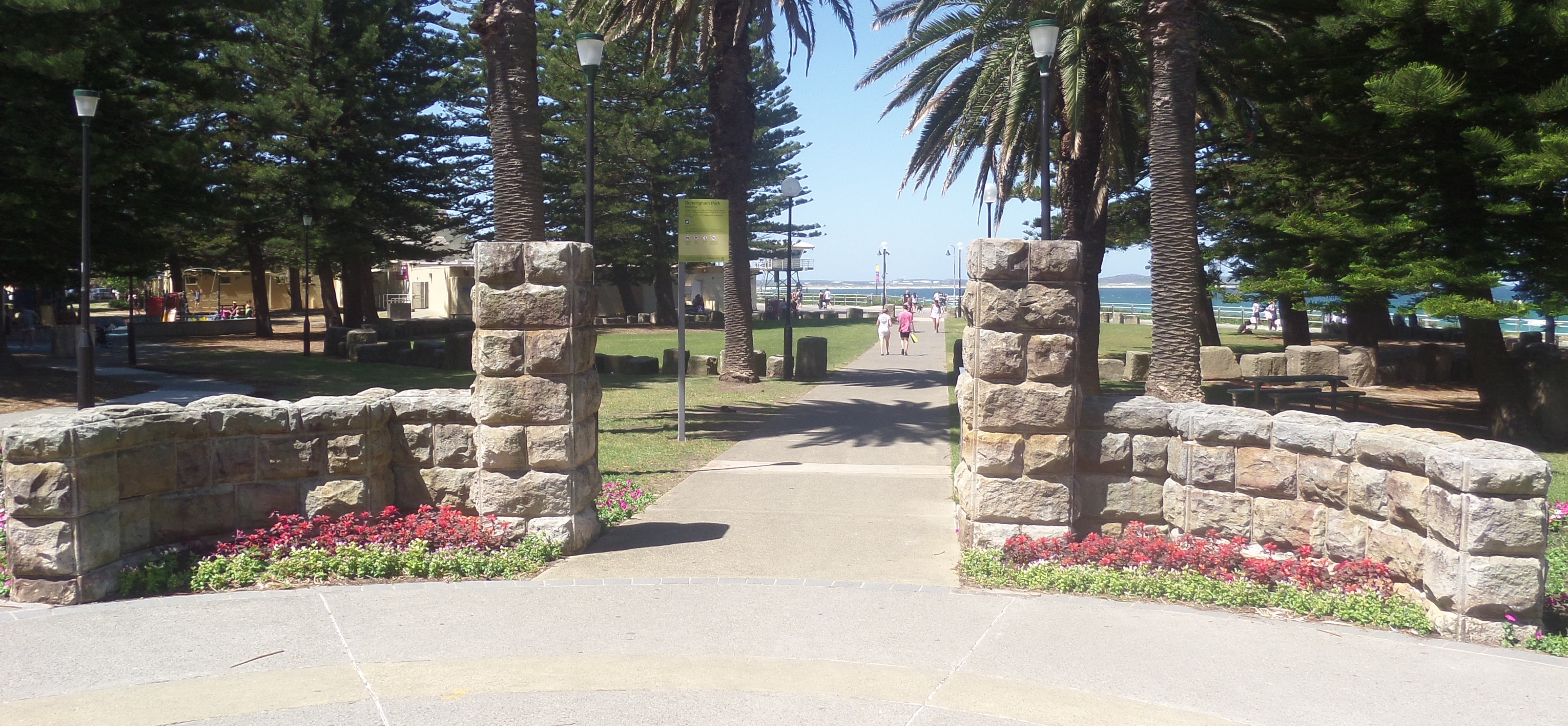